# Rudolf Friedrich (Politiker, 1936)

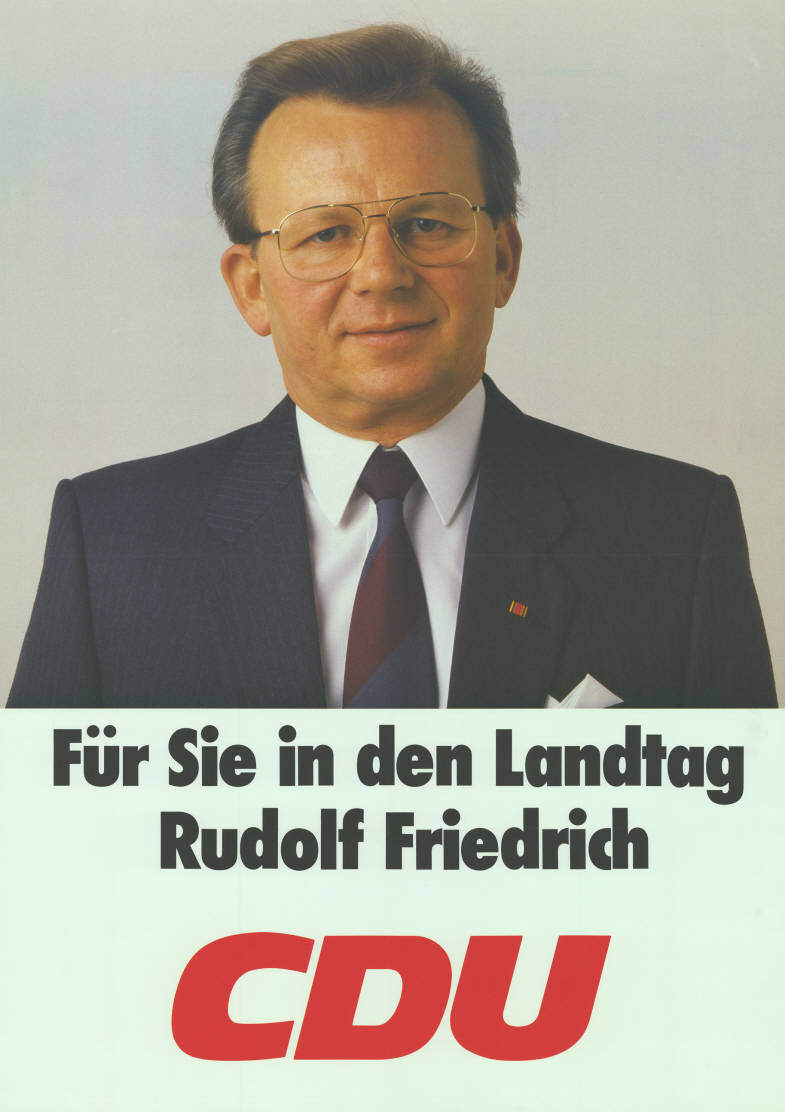
Kandidatenplakat zur Landtagswahl in Hessen 1987

Rudolf Friedrich (* 2. Juni 1936 in Neudek bei Bölten (Bělotín), Tschechoslowakei) ist ein deutscher Politiker (CDU).

## Ausbildung und Beruf
Rudolf Friedrich wurde als Sohn eines Schneidermeisters in Neudek, einem kleinen Bauerndorf im sudetendeutschen Kuhländchen, geboren; er wuchs in Kunewald (jetzt: Kunín) auf. Die Vertreibung verfrachtete seine Familie in den Oberlahnkreis, wo er mit Eltern und seinen beiden Brüdern bis 1951 in Aumenau lebte.
Der Beruf des Eisenbahners führte ihn in die Mainmetropole. Seit 1955 ist er Frankfurter. Dem Hessenparlament gehörte er drei Jahrzehnte an.
Rudolf Friedrich ist katholisch, verheiratet mit Frau Erika, geb. Ortmann, und hat zwei erwachsene Kinder und fünf Enkel.

## Politik
Rudolf Friedrich ist seit 1959 Mitglied der CDU. 1975 bis 1999 führte Rudi Friedrich den CDU-Stadtbezirksverband Nordend.
Friedrich war 27 Jahre Landesvorsitzender der CDU-Vereinigung „Union der Vertriebenen“ und wurde danach zum Ehrenvorsitzenden ernannt.
Seit 1970 war er Stadtverordneter in Frankfurt am Main.
Rudolf Friedrich war Abgeordneter des Hessischen Landtags vom 1. Dezember 1974 bis 4. April 2003 und Mitglied im Vorstand der CDU-Landtagsfraktion. Dabei wurde er 1987, 1991 und 1995 im Wahlkreis Frankfurt am Main V und sonst über die CDU-Landesliste gewählt.
Friedrich wurde verkehrspolitischer Sprecher, aber seine besonderen Bemühungen in seinen politischen Funktionen galten und gelten den Heimatvertriebenen, Flüchtlingen und Spätaussiedlern. Im Parlament war er daher von April 1983 bis April 1999 Vorsitzender des Unterausschusses für Heimatvertriebene, Aussiedler, Flüchtlinge und Wiedergutmachung.
Von 1999 bis 2009 war Friedrich Landesbeauftragter der Hessischen Landesregierung für Heimatvertriebene und Spätaussiedler. Er war, als einer von fünf Vertretern der Bundesländer, Mitglied des beim Bundesministerium des Innern gebildeten Beirats für Spätaussiedlerfragen.

## Sonstige Ämter
Friedrich war langjähriger Landesvorsitzender und später Ehrenvorsitzender der Ackermann-Gemeinde, stellvertretender BdV-Landesvorsitzender und Vizepräsident der Bundesversammlung der Sudetendeutschen Landsmannschaft.

## Ehrungen
Rudolf Friedrich erhielt 2002 das Bundesverdienstkreuz 1. Klasse und die Wenzel-Jaksch-Medaille im Jahr 2001. Auch seine Heimatgemeinde ehrte ihn mit der Kuhländler Ehrenmedaille. 2006 zeichnete der Papst Rudolf Friedrich mit dem päpstlichen Silvesterorden aus. Die Urkunde überreichte Weihbischof Pieschl und die Ordensinsignien überreichte Diözesanvertriebenenseelsorger Kindermann. Die Sudetendeutsche Landsmannschaft zeichnete Friedrich 2008 mit ihrer zweithöchsten Auszeichnung dem „Ehrenbrief der Sudetendeutschen Landsmannschaft“ in Anwesenheit des Hessischen Ministerpräsidenten Roland Koch aus. 2008 wurde er mit der Wilhelm-Leuschner-Medaille, der höchsten Auszeichnung des Landes Hessen geehrt.